# Картленд, Барбара
Дама Мэри Барбара Гамильтон Картленд (англ. Dame Mary Barbara Hamilton Cartland; 9 июля 1901, Бирмингем, Англия — 21 мая 2000, Хатфилд, графство Хартфордшир, Англия) — английская писательница, одна из наиболее плодовитых авторов XX века. Стала знаменитой благодаря своим многочисленным любовным романам; также публиковалась под именем "Барбара Мак-Коркодейл".

## Биография
В 1927 году вышла замуж за офицера Александра Мак-Коркодейла (англ. Alexander "Sachie" George McCorquodale; ум. 1964) и у них родилась дочь Рейн.
В 1936 году после скандального развода Барбара вышла за его кузена Хью (англ. Hugh McCorquodale; ум. 1963) и стала матерью ещё двоих сыновей — Глена и Иана. Стала одной из самых знаменитых фигур лондонского общества, появляясь на публичных мероприятиях и на телевидении и рассуждая о здоровье, политике и моде.
В 1990 году была возведена в ранг Дамы-командора Ордена Британской империи.
Дочь Картленд от первого брака стала мачехой принцессы Дианы. Известно, что сама Диана увлекалась романами Барбары Картленд, но отношения с писательницей у неё были натянутыми, и Картленд не одобряла личную жизнь Дианы.

## Творчество
Входит в число самых переводимых писателей, по данным базы данных ЮНЕСКО, находится на 7-м месте по количеству учтенных ЮНЕСКО переводных изданий, автор 723 книг.
Картленд принадлежит рекорд, занесённый в книгу Гиннесса: за один 1983 год она выпустила 26 романов.
Из её книг 657 — любовные романы, изданные во всём мире тиражом около миллиарда экземпляров(кроме романов она составляла сборники рецептов, писала книги о здоровом образе жизни, ведении домашнего хозяйства, автобиографии и биографии современников). После смерти в архиве писательницы осталось ещё более ста романов, и новые книги Барбары Картленд продолжают выходить по сей день. Произведения Барбары Картленд неоднократно экранизировались.
Первый роман «Пила, танцующая джигу» был опубликован в 1923 г.
Сюжет романов Картленд разворачивается по одной и той же схеме: юная девушка влюбляется в мужчину, чаще всего аристократа (графа, герцога, принца); различные интриги (любовные, политические, шпионские) мешают соединению влюблённых, но в конце всё заканчивается свадьбой.
«Все мои героини, за исключением одной-единственной, — девственницы. Все молоды и прекрасны. Для всех любовь — это в первую очередь не секс, а проявление самых чистых и трепетных душевных порывов. Они никогда не станут спать с мужчиной, если тот прежде не наденет им обручальное кольцо. Уж во всяком случае, не раньше 118-й страницы».
 

Барбара Картленд

### Критика
Барбару Картленд часто обвиняли в сентиментальности и неоригинальности сюжетов и персонажей. В 2011 году в Великобритании была опубликована переписка автора любовных романов и детективов Джорджетт Хейер, где та обвиняет Картленд в присвоении сюжетов и даже имён героев её романов и «катастрофическом невежестве» по поводу изображаемой исторической эпохи.
- Авантюрист (The Аdventurer (But Never Free))
- Ангел в сетях порока (A Virgin in Mayfair)
- Бегство от страсти (Escape from Passion)
- Бегущая от любви (A Fugitive From Love)
- Бескорыстная любовь (Loved for Himself)
- Бесценный выигрыш (The Dawn of Love)
- Благоухание роз (The Scent of Roses)
- Благоухающий цветок (The Fragrant Flower)
- Божественный свет любви (The Love  Light of Apollo)
- Брак на небесах (A Marriage Made in Heaven)
- Брак по принуждению (Forced to Marry)
- Брак по расчёту (The Complacent Wife)
- В горах моё сердце (The Call of the Highlands)
- В объятиях любви (In the arms of love)
- В плену придворных тайн (The hidden evil)
- В поисках любви (Looking for Love)
- Вальс сердец (The Waltz of Hearts)
- Великая сила любви (A Very Special Love)
- Венгрия для двоих (Two Hearts in Hungary)
- Венок любви (Diona and a Dalmatian)
- Ветряная мельница любви (The Windmill of Love)
- Волшебный миг (The Enchanted Moment)
- Взбалмошная герцогиня (The Impetuous Duchess)
- Влюблённая в море (Elizabethan Lover)
- Влюбленные в Лукке (In Love in Lucca)
- Влюблённый джентльмен (A Gentleman in Love)
- Влюблённый король (A King in Love)
- Во власти мечты (The Dream Within)
- Возвращение герцога (The Duke Comes Home)
- Волнующее приключение (The Explosion of Love)
- Волшебные крылья (Winged Magic)
- Волшебные чары (A Witch’s Spell)
- Волшебный сон (The Wonderful Dream)
- Встречи и разлуки (First Class, Lady? (Love and Linda)
- Выбираю любовь (Vote for Love)
- Выше звёзд (Beyond the Stars)
- Герцог Сорвиголова (The Dare-Devil Duce)
- Глаза любви (The Eyes of Love)
- Голубоглазая ведьма (The Blue-Eyed Witch)
- Голубой вереск (Blue Heather)
- Гордая бедная княжна (Pride and the Poor Princess)
- Горизонты любви (The Horizons of Love)
- Граф и красотка (The Earl Rings a Belle)
- Грёзы наяву (Little White Doves of Love)
- Магия любви (The Magic of Love)
- Дар богов (Gift of the Gods)
- Дважды венчанные (Love, Lies and Marriage)
- Девственница в Париже (An Innocent in Paris (A Virgin in Paris)
- Деньги, магия и свадьба (Money, Magic and Marriage)
- Династия любви (A Dinasty of Love)
- До скончанья века (For All Eternity)
- Долг чести (The Smuggled  Heart)
- Доллары для герцога (Dollars for the Duke)
- Дорожное знакомство (Caught By Love)
- Дуэль сердец (A Duel of Hearts)
- Дуэль с судьбой (A Duel With Destiny)
- Дьявольское наваждение (The Devilish Deception)
- Желание сердца (Desire of the Heart)
- За шаг до алтаря (Love is the Enemy)
- Заблуждения юности (Love, Lords and Lady-Birds)
- Загадочная красавица (A Ghost in Monte Carlo)
- Заговор красавиц (Touch a Star)
- Залог любви (The Coin of Love)
- Заложница (The unpredictable bride)
- Замок в ущелье (The Secret of the Glen)
- Запертое сердце (Love Locked In)
- Звёзды в волосах (Stars in my heart)
- Звезды над Тунисом (Starlight Over Tunis)
- Змея Сатаны (The Serpent of Satan)
- Золотая гондола (The Golden Gondola)
- И пришла любовь… (Love Runs In)
- Игра любви (A Game of Love)
- Из бездны — к небесам (From Hell to Heaven)
- Исчезнувшая герцогиня (The Duchess Disappeared)
- Искательница приключений (The Audacious Adventuress)
- Искушение гувернантки (Temptation of a Teacher)
- Искушение Торильи (The Temptation of Torilla)
- Искушения Парижа (An Innocent in Paris)
- Испуганная невеста (The Frightened Bride)
- Исцеляющее прикосновение (Love Lifts the Curse)
- Исчезнувшая невеста (The Chieftain Without a Heart)
- Как вольный ветер (The Wild Cry of Love)
- Карма любви (The Karma of Love)
- Ключ любви (The Key of Love)
- Контрабанда, шпионаж и любовь (Love is Contraband)
- Королева спасает короля (The Queen Saves the King)
- Королевская клятва (The royal pledge)
- Коронованная любовью (The Crowned with Love)
- Крылатая победа (Winged victory)
- Крылья экстаза (The Wings of Ecstasy)
- Лабиринт любви (Love is a maze)
- Ледяная дева (Imperial Splendour)
- Лиса в ловушке (Punishment of a Vixen)
- Ложь во спасение любви (Lies for love)
- Луна над Эдемом (Moon Over Eden)
- Львица и лилия (The lioness and the lili)
- Люби меня вечно (Love Me Forever)
- Любить запрещается (Love Forbidden)
- Любовный узел (The Love Puzzle)
- Любовь — азартная игра (Love is a Gamble)
- Любовь в облаках (Love in the Clouds)
- Любовь в отеле «Ритц»(Love at the Ritz)
- Любовь всегда выигрывает (Love Holds the Cards)
- Любовь дьявола (The Devil in Love)
- Любовь и вечность (Never Forget Love)
- Любовь и колдовство (The treasure is love) (Сокровище любви)
- Любовь и Люсия (Love and Lucia)
- Любовь и поцелуи (Love and kisses)
- Любовь и страдания принцессы Марицы (Princess in Distress)
- Любовь на краешке Луны (Love in the moon)
- Любовь сильнее дьявола (Love Strikes a Devil)
- Любовь среди руин (Love in the Ruins)
- Люцифер и ангел (Lucifer and the Angel)
- Мадонна с лилиями (Who Can Deny Love?)
- Магия Парижа (The Magic of Paris)
- Магия сердца (Magic from the Heart)
- Маска любви (The Mask of Love)
- Мгновения любви (Moments of love)
- Мелодия сердца (Music From The Heart)
- Месть лорда Равенскара (Lord Ravenscar’s Revenge)
- Мечты сбываются (Dreams Do Come True)
- Милая колдунья (Sweet Enchantress)
- Мой милый звездочёт (Count the star)
- Молитва любви (The Haunted Heart)
- Мольба о милосердии (Kneel for Mercy)
- Монетка в фонтане (The Coin of Love)
- Мудрость сердца (Love wins)
- Мятежная княжна (A Rebel Princess)
- На крыльях любви (The Wings of Love)
- На крыльях надежды (Open Wings)
- На парусах мечты (The Dream and the Glory)
- Найти свою звезду (Journey to a Star)
- Наказанная любовью (Punished with Love)
- Наказание любовью (Sweet punishment)
- Невероятный медовый месяц (The Incredible Honeymoon)
- Невеста короля (Bride to the King)
- Невеста поневоле (The reluctant bride)
- Невеста разбойника (Bride to a Brigand)
- Невинная наследница (The Innocent Heiress)
- Невинная обманщица (A dog, a horse and a heart)
- Невинность и порок (A Gamble with Hearts)
- Невольный обман (Conquered by Love)
- Недосягаемая (Out of Reach)
- Нежеланная женитьба (The Unwanted Wedding)
- Незабываемый вальс (Signpost to Love)
- Необычная невеста (A very unusual wife)
- Неотразимый кавалер (The irresistible buck)
- Неподдельная любовь (Real Love or Fake)
- Неразгаданное сердце (The Unknown Heart)
- Нерушимые чары (The Unbreakable Spell)
- Неуловимый граф (The Elusive Earl)
- Нищий лорд (The Penniless Peer)
- Новобрачная поневоле (The Wiln Unwilling Wife)
- Ночные грезы (A Dream from the Night)
- Ночь веселья (A Night of Gaiety)
- Огни Парижа (The Golden Illusion)
- Огонь желаний (The Flame is Love)
- Огонь любви (The fire of love)
- Ожерелье из звёзд (The Sign of Love)
- Ожерелье любви (The Necklace of Love)
- Ола и морской волк (Ola and the Sea Wolf)
- Опасная прогулка (Love for Sale)
- Опасность для сердец (A Hazard of Hearts)
- Опасный Денди (The Dangerous Dandy)
- От ненависти до любви (From Hate to Love)
- Отомщённое сердце (Revenge of the Heart)
- Охотник за приданым (The Prude and the Prodigal)
- Охотницы за мужьями (The Husband Hunters)
- Очарование иллюзий (Magic or mirage?)
- Очарованный (Enchanted)
- Очаровательная лгунья (A Lovely Liar)
- Парижский поцелуй (The Kiss of Paris)
- Песня синей птицы (Lost Enchantment)
- Пират в любви (The Love Pirate)
- Пленница любви (The prisoner of love)
- Побеждённый дьявол (The Devil Defeated)
- Повезло в любви (Lucky in love)
- Поверженные барьеры (Broken Barriers)
- Подарок судьбы (Lost Laughter)
- Полёт орла (As Eagles Fly)
- Посланница любви (Messenger of love)
- Потаённое зло (The hidden evil)
- Похищенная наследница (A Miracle in Mexico)
- Поцелуй в Риме (A Kiss in Rome)
- Поцелуй для короля (A Kiss for the King)
- Поцелуй дьявола (The Kiss of the Devil)
- Поцелуй незнакомца (A Kiss from a Stranger)
- Прекрасная монашка (Love Me Forever)
- Прекрасная похитительница (A Heart is Stolen)
- Прелестные наездницы (The Pretty Horsebreakers)
- Прелестная Ромина (Danger by the Nile)
- Призрак в Монте-Карло (A Ghost in Monte Carlo)
- Приключения в Берлине (Bewildered in Berlin)
- Приключения герцогини (The unknown heart)
- Прикосновение любви (A Touch of Love)
- Принц для Золушки (Wish for Love)
- Проданная невеста (The Bargain Bride)
- Пронзённое сердце (A Sword to the Heart)
- Просто судьба (A Tangled Web)
- Против течения (Against the Stream)
- Путешествие в Монте-Карло
- Путь к любви (Passage to Love)
- Пышная свадьба (The Magnificent Marriage)
- Радуга до небес (Rainbow to Heaven)
- Райский остров (Lovers in Paradise)
- Революция в любви (A Revolution of Love)
- Река любви (River of Love)
- Рождённые в любви (Born of love)
- Роман с призраком (The Ghost who fell in Love)
- Самозванка поневоле (The Innocent Imposter)
- Свет луны (Light of the Moon)
- Свет любви (Lights of Love)
- Свет надежды (Bitter Winds of Love)
- Свободная от страха (Free from Fear)
- Сердце подскажет (Hungry for Love)
- Сердцу не прикажешь (Love at Forty)
- Скажи «Да», Саманта (Say Yes, Samantha)
- Сладкая месть (Sweet punishment)
- Сложности любви (The Problems of Love)
- Слушай свою любовь (Never Laugh at Love)
- Смех, свет и леди (Lights, Laughter and a Lady)
- Солнечный свет (A Shaft of Sunlight)
- Спасённые любовью (The Naked Battle)
- Спор богинь (The Judgement of Love)
- Спящая красавица (The sleeping princess)
- Стихия любви (The Storms of Love)
- Страсть и цветок (The Passion and the Flower)
- Страх любви (Afraid)
- Стрелы любви (An arrow of love)
- Стремление к совершенству (The perfection of love)
- Строптивая принцесса (The Hell-Cat and the King)
- Таинственная служанка (The mysterious maid-servant)
- Таинственный жених (The Cruel Count)
- Тайна её сердца (Cupid Rides Pillion)
- Тайная власть (The Power and the Prince)
- Тайная гавань (Secret Harbour)
- Тайное венчание (No Escape from Love)
- Там, где правит любовь (Love Rules)
- Танец души (Just Off Piccadilly (Dance on My Heart)
- Танцуя на радуге (Dancing on a rainbow)
- Театр любви (A Theatre of Love)
- Тёмный поток (The Dark Stream (This Time It’s Love)
- Терпеливый жених (The Patient Bridegroom)
- Требуется обручальное кольцо (Wanted — A Wedding Ring)
- Триумф сердца (The Heart Triumphant)
- Увлекательное приключение (Sweet Adventure)
- Укрощение леди Лоринды (The Taming of Lady Lorinda)
- Укрытые любовью (Hidden by Love)
- Уроки любви (Lessons in Love)
- Ускользающая любовь (Love in hiding)
- Храм любви (The Temple for Love)
- Цветок пустыни (Passions in the Sand)
- Цветы для бога любви (Flowers for the god of love)
- Цветы пустыни (The perfume of the Gods)
- Цыганская магия (Gypsy Magic)
- Цыганская свадьба (Bewitched)
- Чарующее зло (The enchanting evil)
- Чарующий вальс (The Enchanted Waltz)
- Чёрная пантера (The black panther)
- Чудесная миниатюра (A Frame of Dreams)
- Чудесный миг (A Magical Moment)
- Чудо для мадонны (Miracle for a Madonna)
- Шотландцы не забывают (The Scots Never Forget)
- Шторм любви (Love at the Helm)
- Эликсир молодости (A Song of Love)
- Юная беглянка (Only Love)

## Экранизации
- 1991 Дуэль сердец / Duel of Hearts (TV movie) (novel)
- 1990 Призрак в Монте-Карло / A Ghost in Monte Carlo (TV movie) (novel)
- 1989 Леди и разбойник / The Lady and the Highwayman (TV movie) (novel)
- 1987 На волосок от гибели / A Hazard of Hearts (TV movie) (novel)
- 1979 Страсть - это любовь / The Flame Is Love (TV movie) (novel)

## Авиация
Барбара Картленд внесла вклад в развитие и популяризацию планеризма, который был увенчан Премией епископа Райта в 1984 году.
Как страстный пилот-планерист, Картленд хотела раздвинуть границы использования планеров, которые в 1920—1930-е годы эксплуатировались только на коротких дистанциях. Поэтому в 1931 году Картленд построила планер для длительного перелёта и совершила на нём полёт длительностью более 200 миль, захватив с собой груз — авиапочту.
Успешный опыт Картленд был в числе тех, что помогли осознать полезность планеров. Планеры с грузами для длительных перелётов активно использовались во время Второй мировой войны.